# U-292
| U-292 | U-292 | U-292 |
| --- | --- | --- |
| | | |
| | | |
| U-995, однотипний з U-292                                                                                            | | |
| Під прапором | Третій Рейх | Третій Рейх |
| Спуск на воду | 20 липня 1943 року | 20 липня 1943 року |
| Виведений зі складу флоту                                                                                            | 25 серпня 1943 року | 25 серпня 1943 року |
| Сучасний статус | 27 травня 1944 року потоплений північно-західніше Тронгейма глибинними бомбами британського B-24 «Лібератора»                                          | 27 травня 1944 року потоплений північно-західніше Тронгейма глибинними бомбами британського B-24 «Лібератора»                                          |
| Проєкт | | |
| Тип ПЧ | середній торпедний ДПЧ | середній торпедний ДПЧ |
| Розробник проєкту | Bremer Vulkan, Бремен | Bremer Vulkan, Бремен |
| Вартість | 4 714 000 ℛℳ | 4 714 000 ℛℳ |
| Основні характеристики                                                                                               | | |
| Швидкість (надводна)                                                                                                 | 17,9 вузла | 17,9 вузла |
| Швидкість (підводна)                                                                                                 | 8 вузлів | 8 вузлів |
| Робоча глибина занурення                                                                                             | 100 м | 100 м |
| Гранична глибина занурення                                                                                           | 250 м | 250 м |
| Дальність плавання                                                                                                   | 8500 морських миль (15 700 км) на швидкості 10 вузлів (у надводному положенні) 80 морських миль (150 км) на швидкості 4 вузли (в підводному положенні) | 8500 морських миль (15 700 км) на швидкості 10 вузлів (у надводному положенні) 80 морських миль (150 км) на швидкості 4 вузли (в підводному положенні) |
| Екіпаж | 44—60 осіб | 44—60 осіб |
| Розміри | | |
| Довжина найбільша (по КВЛ)                                                                                           | 67,1 м | 67,1 м |
| Ширина корпусу найб.                                                                                                 | 6,2 м | 6,2 м |
| Висота | 9,6 м | 9,6 м |
| Середня осадка (по КВЛ)                                                                                              | 4,74 м | 4,74 м |
| Водотоннажність надводна                                                                                             | 759 т | 759 т |
| Силова установка | | |
| дизель-електрична; 2 дизельних двигуни Germaniawerft M6V 40/46, 2 електродвигуни Siemens-Schuckert-Werke GU 343/38-8 | | |
| Гвинти | 2 | 2 |
| Потужність | 2800—3200 к.с. (дизелі) 750 к.с. (електродвигуни) | 2800—3200 к.с. (дизелі) 750 к.с. (електродвигуни) |
| Озброєння | | |
| Артилерія | 1 × 88-мм палубна гармата SK C/35 | 1 × 88-мм палубна гармата SK C/35 |
| Торпедно- мінне озброєння                                                                                            | 4 носових і один кормовий ТА 14 торпед або 26 мін TMA чи TMB                                                                                           | 4 носових і один кормовий ТА 14 торпед або 26 мін TMA чи TMB                                                                                           |
| ППО | 1 × 37-мм зенітна гармата Flak M42 2 × 20-мм зенітні гармати FlaK 30                                                                                   | 1 × 37-мм зенітна гармата Flak M42 2 × 20-мм зенітні гармати FlaK 30                                                                                   |

U-292 — німецький підводний човен типу VIIC/41, що входив до складу Військово-морських сил Третього Рейху за часів Другої світової війни. Закладений 12 листопада 1942 року на верфі Bremer Vulkan у Бремені. Спущений на воду 20 липня 1943 року, а 25 серпня 1943 року корабель увійшов до складу 8-ї навчальної флотилії ПЧ ВМС нацистської Німеччини. Єдиним командиром човна був оберлейтенант-цур-зее Вернер Шмідт.

## Історія служби
U-292 належав до німецьких підводних човнів типу VIIC/41, однієї з модифікацій найчисленнішого типу субмарин Третього Рейху, яких випущено 703 одиниці. Службу розпочав у складі 8-ї навчальної та з 1 травня 1944 року — після завершення підготовки — у 1-й бойовій флотилії ПЧ Крігсмаріне. Підводний човен здійснив один бойовий похід в Атлантичний океан, під час якого не потопив та не пошкодив жодного судна чи корабля.
27 травня 1944 року потоплений під час першого та єдиного походу північно-західніше Тронгейма глибинними бомбами протичовнового літака B-24 «Ліберейтор» 59-ї ескадрильї Королівських Повітряних сил Великої Британії. Всі 51 члени екіпажу загинули.